# Mark Verhaegen
Pour les articles homonymes, voir Verhaegen.
Mark R. Verhaegen, né le 4 décembre 1954 à Lierre est un homme politique belge flamand, membre du CD&V.
Il est ingénieur agronome et fonctionnaire.
Il est Chevalier de l’Ordre de Léopold.

## Fonctions politiques
- Ancien conseiller province d'Anvers.
- Bourgmestre de Hulshout
- Député fédéral du 18 mai 2003 au 6 mai 2010.